# Poder popular

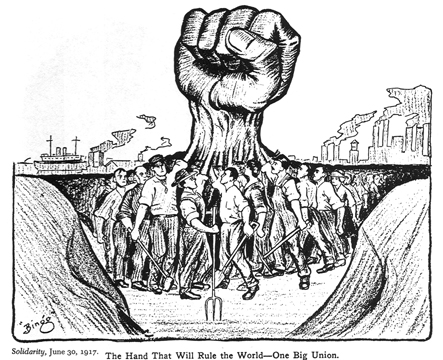

El poder popular és un concepte que implica l'exercici efectiu per part del poble organitzat de manera democràtica i participativa dels diferents aspectes de la seva vida en comú. Aquest concepte és usat per l'esquerra política i pel socialisme llibertari. En el socialisme llibertari, a més, s'enfoca en l'autonomia i l'autodeterminació de la població també davant el poder estatal.

## Concepte
El poder popular és una proposta per a la construcció del socialisme mitjançant un model de democràcia directa en el qual es sustenta l'organització de l'estat socialista. Es basa en la voluntat general i la sobirania popular, i consisteix en dos exercicis, el directe i l'indirecte:
1. El primer és la transferència de competències des del govern a la comunitat organitzada en consells oberts locals electes en assemblees populars.
2. El segon és a través del sufragi, tant per a l'elecció de representants a les diferents instàncies de poder popular, com per a la presa de decisions transcendentals en els diversos tipus de referèndum disponibles en cada legislació nacional.

Busca establir noves relacions humanes, noves relacions socials i noves relacions polítiques per al desenvolupament d'un nou model de societat, d'un nou model polític i d'un nou model d'estat, fonamentat en la visió ètica i ideològica del socialisme. Transformació que no començarà en el mateix moment en què es prengui el control de l'aparell de l'estat, sinó que serà progressiu canviant la democràcia representativa pel poder popular i, finalment, en socialisme (representat en la consigna «creant poder popular, rumb al socialisme»). Així, doncs, es pretén superar el procés d'aprenentatge, assaig i error, que hauria consolidat el pas del feudalisme al capitalisme, sense haver de passar per experiències històriques traumàtiques o despòtiques.
Per a construir el poder popular el guevarisme postula desenvolupar «els gèrmens del socialisme» que es trobarien presents a la societat. La construcció teòrica del poder popular ha d'atendre les expectatives, les aspiracions i els valors presents en els sectors populars que pateixen en major grau els efectes indesitjats de l'explotació, la dominació i l'alienació capitalista. Per tant, el socialisme només adquirirà sentit i representarà la solució als problemes de les persones oprimides i excloses si aconsegueix resoldre'ls. En cas contrari, s'estaria només canviant una forma de dominació per una altra.